# Avaldsnes kongsgård
Avaldsnes kongsgård var kongens sæde (kongsgård, der menes at være den ældste kongsgård og kongesæde i Norge. Den lå i nutidens landsby Avaldsnes i Rogaland.
Harald Hårfagre opførte sin kongsgård ved Karmsundet efter slaget i Hafrsfjord i år 872, som én blandt fem gårde han fik opført langs den norske vestkyst. Avaldsnes var et magtcentrum fra folkevandringstiden, man har flere arkæologiske spor og gravhøje som tyder på magt og velstand, og tydelige spor efter kontakt med De britiske øer længe før vikingetiden. Undersøgelser fra 2017 viser, at kongsgården har haft større udberedelse og vitgighed end tidligere antaget.